# Papilio fuelleborni
Espèce
Papilio fuelleborni ou Écharpe festonnée est une espèce de lépidoptères (papillons) de la famille des Papilionidae. Cette espèce est présente en Tanzanie et au Malawi, dans l'écozone afrotropicale. L'espèce vit dans les forêts de montagnes, de 1000 à 2500 m d'altitude

## Description
Il y a un fort dimorphisme sexuel. À l'avers les ailes du mâle sont noires. Les ailes antérieures portent une bande blanche morcelée, plus mince que chez Papilio echerioides, qui s'amincit vers l'apex. Les ailes postérieures sont arrondies, sans queues. Elles portent une large bande blanche dans la région discale et une série de petites macules blanches marginales en forme de demi-cercle. Au revers les ailes sont marron foncé et présentent des zones éclaircies. Les ailes antérieures portent la même bande qu'à l'avers mais celle-ci est plus estompée à l'apex et elle est plutôt de couleur crème. Les ailes postérieures ont des motifs similaires à ceux de l'avers, mais la bande discale est en partie estompée, les veines noires sont plus visibles, et l'aire basale est orangée avec quelques macules noires.
La femelle imite à l'avers Amauris echeria, un papillon immangeable, mais lorsqu'elle est au repos, avec les ailes refermées, elle ressemble à Acraea aganice, une autre espèce au goût désagréable pour les prédateurs. Il s'agit d'un exemple remarquable de double mimétisme.

À l'avers les ailes sont noires.Les ailes antérieures portent trois macules blanches, une dans la cellule, une au-dessus de la cellule et une dans la partie discale, ainsi que des macules blanches arrondies submarginales. Les ailes postérieures sont arrondies, sans queues. Elles portent une large macule crème dans la partie discale et des macules blanches marginales. Au revers les ailes sont marron foncé. Les motifs des ailes antérieures sont les mêmes, mais les ailes sont légèrement plus claires à l'apex. Les motifs des ailes postérieures sont similaires à ceux de l'avers, mais la macules crème est estompée et les ailes sont orangée dans l'aire basale, avec quelques macules noires.

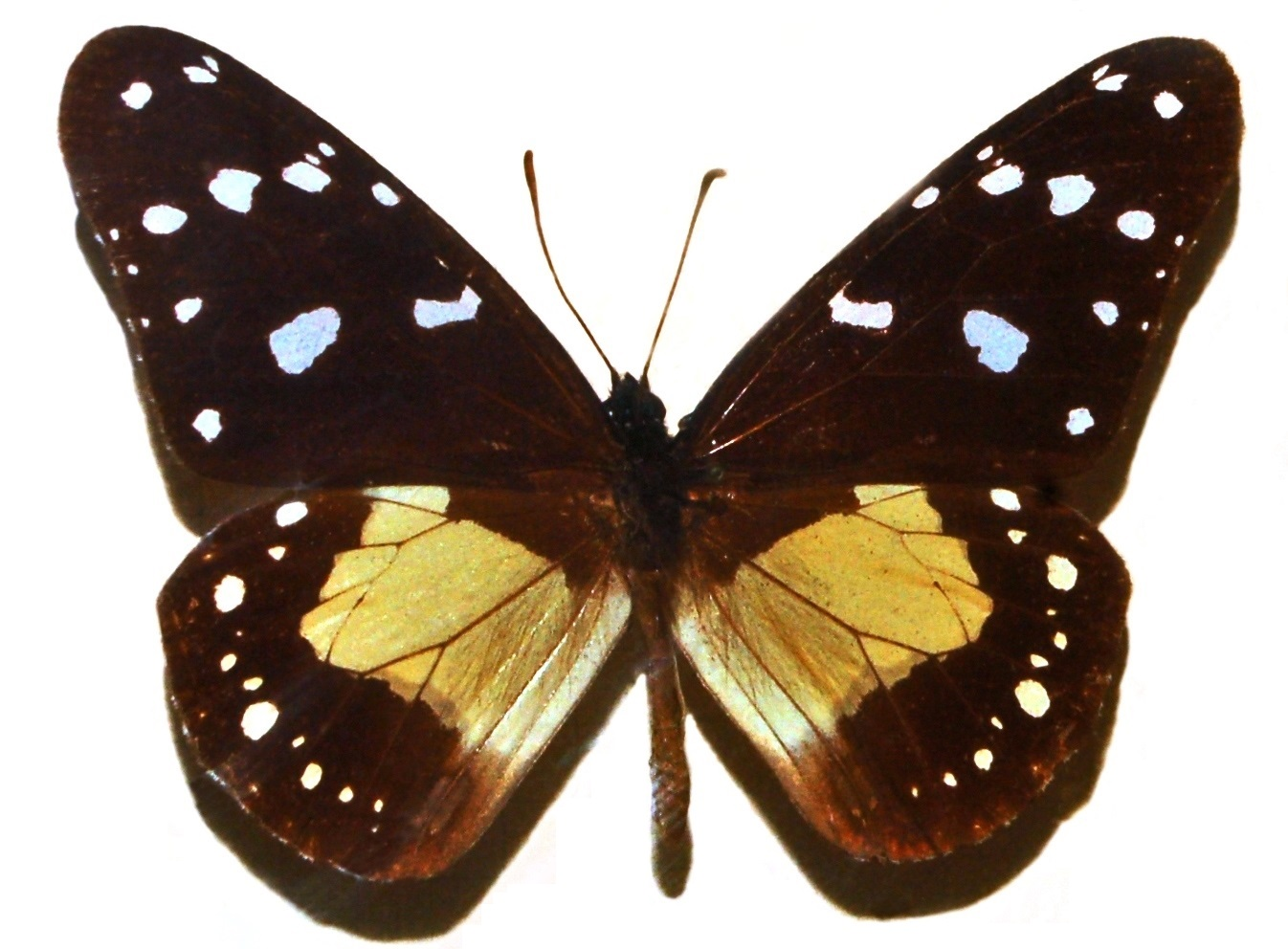
Amauris echeria

## Écologie
La femelle pond ses œufs isolément sur la plante-hôte, au revers des feuilles. Les plantes-hôte connues pour cette espèces sont Clausena anisata et d'autres espèces du genre Clausena. Les chenilles se nourrissent des feuilles de la plante-hôte. Comme toutes les espèces de Papilionides elles portent derrière la tête un osmeterium, organe fourchu qu'elles déploient pour faire fuir les prédateurs. Le stade larvaire comprend cinq stades. La chrysalide est fixée à son support par son crémaster et maintenue tête en haut par une ceinture de soie.
Le vol paraît faible comparé à d'autres Papilionides, spécialement chez la femelle. Les deux sexes volent bas, rarement à plus de deux mètres de haut et volent même quand le temps est couvert. Les femelles restent dans les sous-bois sombres et les mâles patrouillent à la lisière des forêts. Les deux sexes se nourrissent du nectar des fleurs, particulièrement des fleurs d'Impatiens et les mâles boivent parfois dans les mares de boue. Les mâles sont également attirés par le crottin et les bouses de vaches.

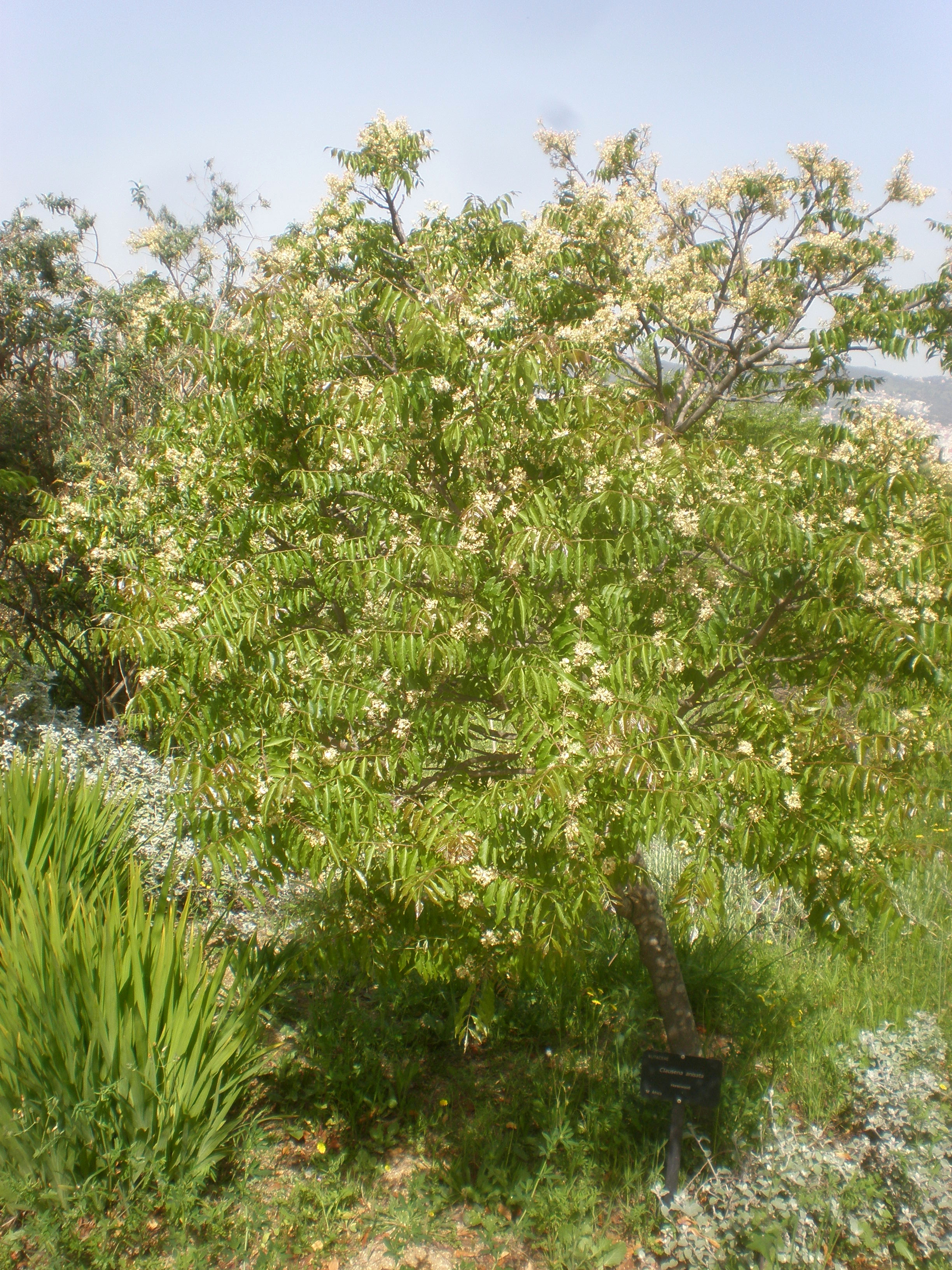
Clausena anisata, plante-hôte
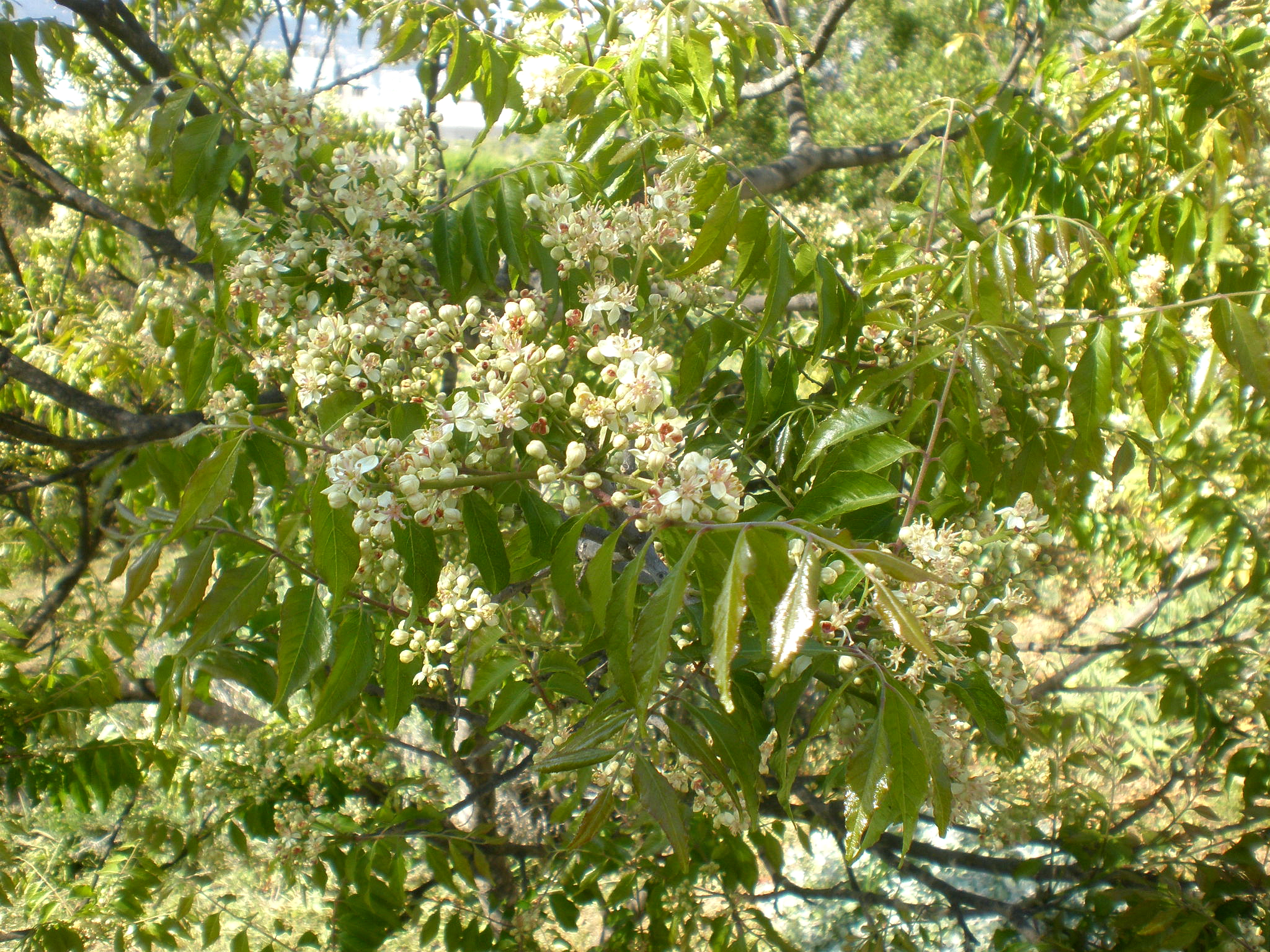
Clausena anisata, plante-hôte

## Habitat et répartition
Papilio fuelleborni est présent en Tanzanie et au Malawi, dans l'écozone afrotropicale. L'espèce vit dans les forêts de montagnes, de 1000 à 2500 m d'altitude.

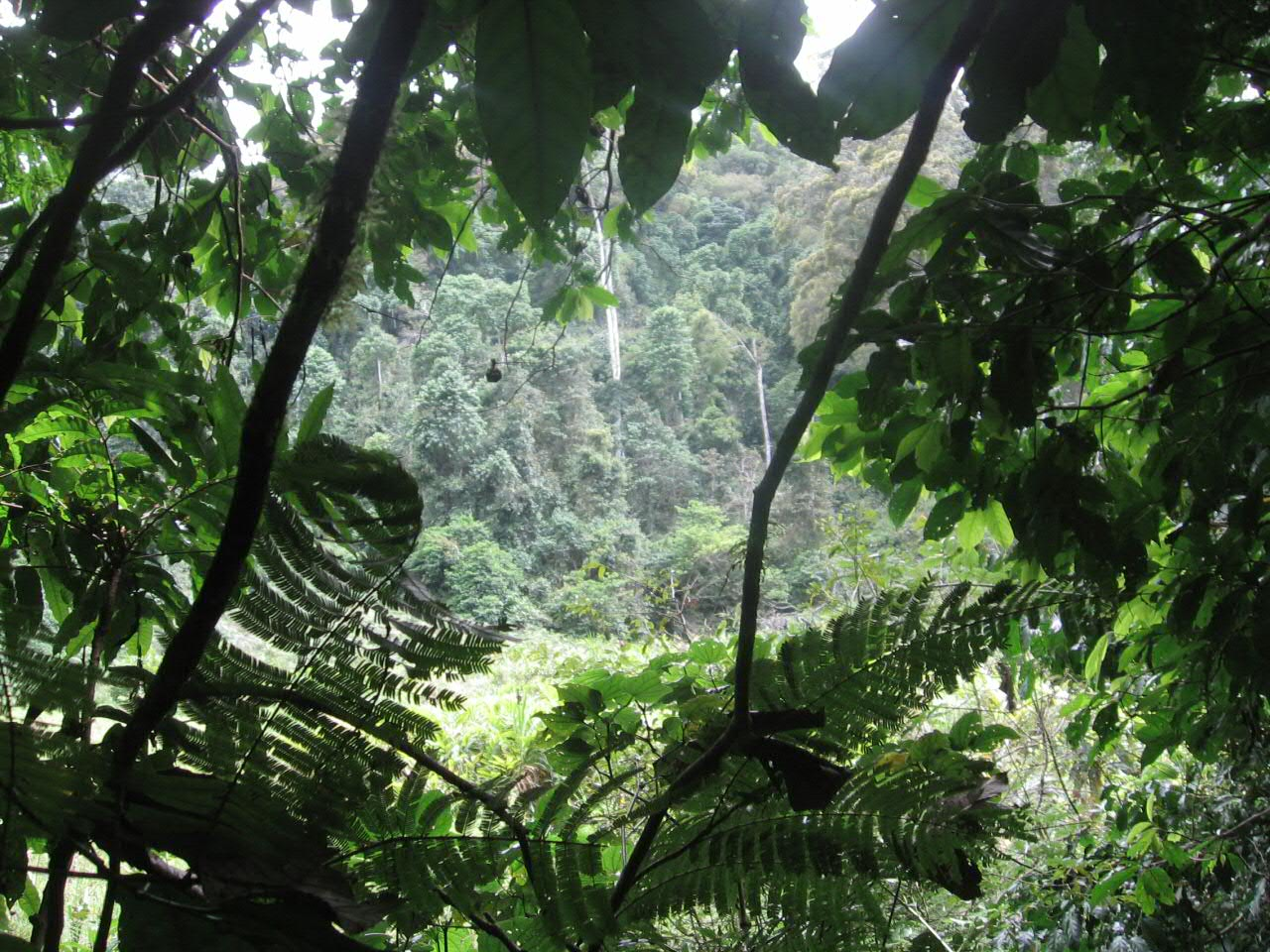
Forêt dans les monts Udzungwa (Tanzanie)
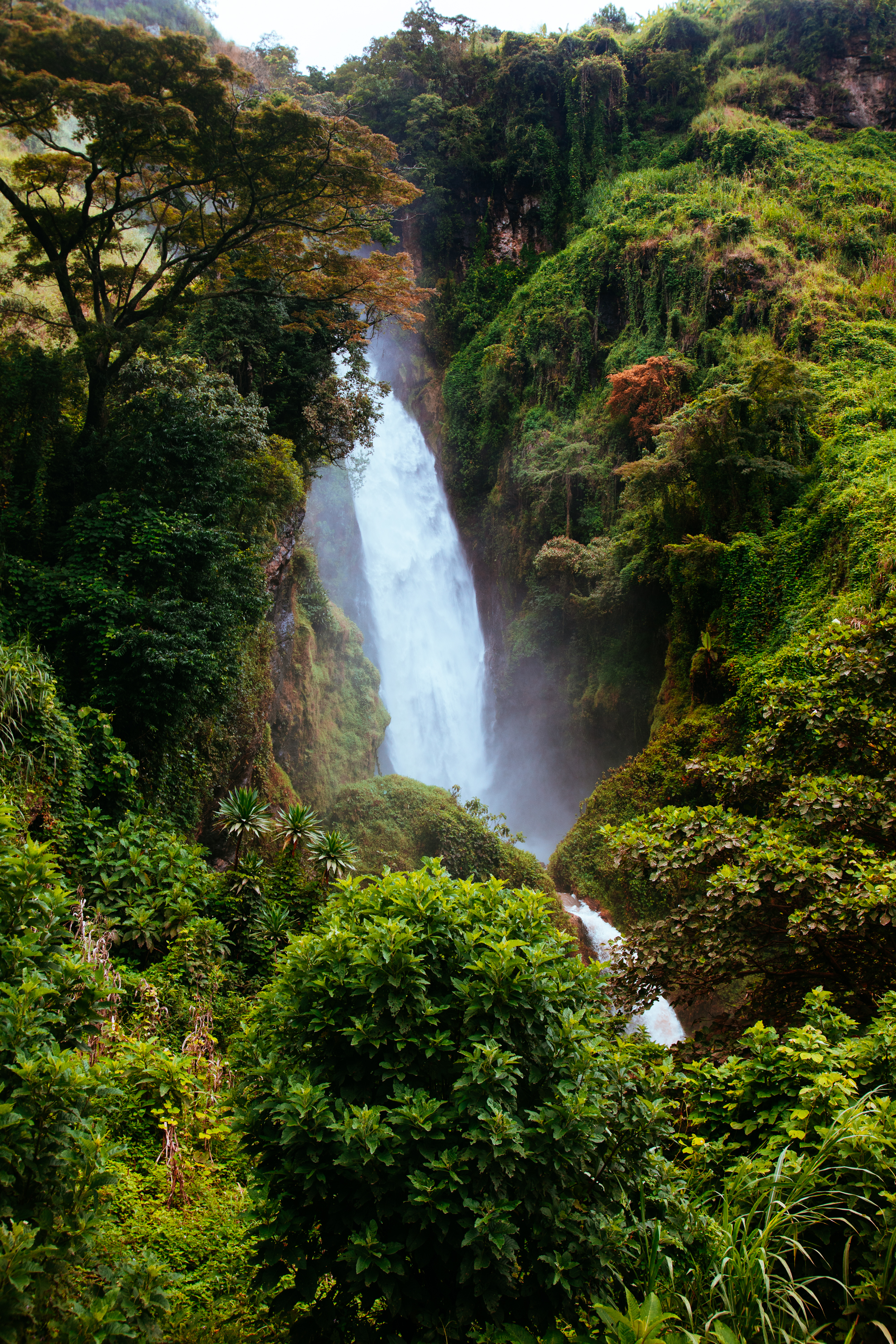
Chutes de Malamba sur le Mont Rungwe (Tanzanie)

## Systématique
L'espèce Papilio fuelleborni a été décrite pour la première fois en 1900 par l'entomologiste Ferdinand Karsch dans Entomologische Nachrichten sous le nom Papilio fülleborni. Elle appartient à un groupe de quatre espèces de Papilio d'Afrique subsaharienne. Les autres espèces du groupe sont P. echerioides, P. sjoestedti et P. jacksoni.

### Sous-espèces[1]
- P. fuelleborni fuelleborni : Tanzanie (est et sud) et Malawi (nord)
- P. fuelleborni rydoni : Tanzanie (nord-est).

## Papilio fuelleborniet l'Homme

### Nom vernaculaire
L'espèce est appelée en anglais "Scalloped Sash" .

### Menaces et conservation
Papilio fuelleborni n'est pas évalué par l'UICN. Sa situation n'est pas connue.